# Hans Gamersfelder
Hans Gamersfelder war ein deutscher geistlicher Dichter, der im 16. Jahrhundert lebte. Er kann als Bürger zu Burghausen nachgewiesen werden. Sein Werk ist eine Dichtung der Psalmen in Liedern, die aus siebenzeiligen Strophen bestehen. Zuerst erschien das Werk bei Johann von Berg zu Nürnberg 1542. Dieses deutsche Werk orientiert sich teils an älteren Bibelbearbeitungen. Es war dem Bürger Kaspar Ganssen gewidmet. Andreas Osiander verfasste eine Vorrede, in der er das Buch empfahl.